# Daniel Clérice
Daniel Jean Clérice, né le 23 octobre 1912 à Paris 9e et mort le 10 mars 1990 à Bordeaux, est un acteur français.

## Biographie
Né dans une famille d'artistes, il est le fils du peintre, dessinateur et affichiste Victor Clérice (1880-1952), le petit-fils du lithographe, graveur et illustrateur Charles Clérice (1865-1912) et le petit-neveu du compositeur Justin Clérice (1863-1908).

## Filmographie
- 1936 : La Joueuse d'orgue de Gaston Roudès : Philippe
- 1936 : Appartement à louer de  Jacques de Casembroot et Gilbert de Kniff  - court métrage -
- 1936 : Jenny de Marcel Carné
- 1937 : Le Coupable de Raymond Bernard : Anatole
- 1937 : Enfants de Paris de Gaston Roudès
- 1939 : Vidocq de Jacques Daroy
- 1940 : Miquette de Jean Boyer : Urbain de la Tour-Mirande
- 1940 : Bécassine de Pierre Caron : José Tampico
- 1945 : Le Roi des resquilleurs de Jean Devaivre : Georges
- 1947 : Pas un mot à la reine mère de Maurice Cloche : le roi Boris
- 1951 : Descendez, on vous demande de Jean Laviron : Francis Ardelles
- 1953 : Le Chemin de la drogue de Louis S. Licot
- 1954 : Gamin de Paris de Georges Jaffé : Max
- 1954 : Détective du bon Dieu de Robert Hamer : le garagiste
- 1954 : Crime au concert Mayol de Pierre Méré : Max
- 1956 : Hospital de urgencia de Antonio Santillán
- 1957 : Les Violents de Henri Calef : Léo Geens / Pierrot